# Орловський Шлюз
Орловський Шлюз (рос. Орловский Шлюз) — селище Бокситогорського району Ленінградської області Росії. Входить до складу Великодвірського сільського поселення.
Населення — 11 осіб (2012 рік). 